# The Unicorns
The Unicorns é uma banda canadiense de indie pop foram originalmente formados em Dezembro de 2000 por Nichilas Thorburn (Nick "Neil" nome artístico) e Alden Penner (Alden Ginger).